# Barracas (Carbonária)
Barracas era uma estrutura orgânica de reunião da organização secreta de carácter político-religioso Carbonária.

## História
A origem do seu nome prende-se aos primórdios da fundação da Carbonária enquanto associação secreta, que exerceu a sua principal actividade desde o fim do sec XVIII a meados do sec. XIX, os primeiros carbonários nas suas comunicações, usavam de expressões próprias dos ofícios porque eram denominados os seus membros em Itália (carbonari - carvoeiros) e, em França (fendeurs - lenhadores), assim ao lugar das reuniões chamavam primordialmente Barraca (casa dos lenhadores).
Este nome foi utilizado em todas as carbonárias fundadas, em muitas era a única estrutura de reunião, noutras era o nome de estruturas orgânicas de base (em que se procedia a iniciações) e em algumas era o nome de estruturas base superior (onde se procedia a encontros conspirativos).

## Carbonária Portuguesa
Na Carbonária Portuguesa a Barraca era uma estrutura orgânica de base intermédia mas superior que era constituída idealmente por cinco Mestres que presidiam às Choças e que nestas tinham o nome de Mestre de Barraca.
Este núcleo organizacional agregava, coordenava e governava assim as cinco Choças, representadas pelos Mestres de Choça, tendo sob as suas ordens cerca de cem Bons Primos.
O seu chefe era designado como Mestre da Venda.